# VM i curling 2006 (mænd)
| Samlet rangering | Samlet rangering |
| ---------------- | ---------------- |
| Guld             | Skotland         |
| Sølv             | Canada           |
| Bronze           | Norge            |
| 4.               | USA              |
| 5.               | Finland          |
|                  | Sverige          |
|                  | Schweiz          |
| 8.               | Danmark          |
| 9.               | Australien       |
| 10.              | Tyskland         |
| 11.              | Japan            |
| 12.              | Irland           |

Verdensmesterskabet i curling 2006 for mænd var det 48. VM i curling for mænd gennem tiden. Mesterskabet blev arrangeret af World Curling Federation og afviklet i arenaen Tsongas Arena i Lowell, Massachusetts, USA i perioden 1. – 9. april 2006.
De tolv deltagende hold spillede først alle-mod-alle (round robin-kampe), hvilket gav elleve kampe til hvert hold. De fire bedste hold efter round robin-kampene gik videre til slutspillet om medaljer, der blev afgjort som et Page playoff.
Skotland med David Murdoch som kaptajn vandt VM efter at have slået Canada 7-4 i finalen. Skotterne fik dermed revanche for nederlaget til Canada i VM-finalen året før. Det var Skotlands kun fjerde VM-titel gennem tiden. Bronzen gik til Norge, og USA blev nr. 4. Danmark blev repræsenteret af et hold fra Hvidovre CC med skipper Ulrik Schmidt i spidsen, og det danske hold endte på 8.pladsen.

## Hold og deltagere
Mesterskabet havde deltagelse af tolv hold, otte fra Europa, to fra Stillehavsregionen (Østasien og Oceanien) og to fra Amerika.
- Fra Europa deltog de syv bedste hold fra EM i 2005: Norge, Sverige, Skotland, Schweiz, Tyskland, Danmark og Irland. Den sidste europæiske plads gik til Finland, der endte som nr. 8 ved EM og som efterfølgende slog vinderen af B-EM, Frankrig, i tre ekstra kvalifikationskampe.
- Fra Stillehavsregionen deltog Australien og Japan, der kvalificerede sig ved slutte som nr. 1 og 2 ved Stillehavsmesterskabet i 2005.
- Fra Amerika deltog Canada og USA.

| Australien                                                                                             | Canada | Danmark | Finland |
| --- | --- | --- | --- |
| Australia CC                                                                                           | CC Victoria og CC Etchemin                                                                                   | Hvidovre CC | Oulunkylä Curling                                                                                                |
| Skip Hugh Millikin Third Ricky Tasker Second Mike Woloschuk First Stephen Johns Alternate Ian Palangio | Skip Jean-Michel Ménard Third François Roberge Second Éric Sylvain Lead Maxime Elmaleh Alternate Jean Gagnon | Skip Ulrik Schmidt Third Lasse Lavrsen Second Carsten Svensgaard Lead Joel Ostrowski Alternate Kenneth Jørgensen | Skip Markku Uusipaavalniemi* Third Kalle Kiiskinen Second Jani Sullanmää Lead Teemu Salo Alternate Jari Rouvinen |
| Irland                                                                                                 | Japan | Norge                                                                                                 | Schweiz                                                                                                   |
| --- | --- | --- | --- |
| Landshold                                                                                              | Tokoro CC | Snarøen CC                                                                                            | CC St. Galler Bär                                                                                         |
| Skip Douglas Dryburgh Third Peter Wilson Second Robin Gray Lead John Kenny Alternate Peter J.D. Wilson | Skip Yoshiyuki Ohmiya Third Makoto Tsuruga Second Tsuyoshi Ryutaki Lead Kazuhiko Ikawa Alternate Yuji Hirama | Skip Thomas Ulsrud Third Torger Nergård Second Thomas Due Lead Jan Thoresen Alternate Christoffer Svæ | Skip Ralph Stöckli Third Claudio Pescia Second Pascal Sieber Lead Simon Strübin Alternate Marco Battilana |
| Skotland                                                                                           | Sverige                                                                                                 | Tyskland | USA                                                                                             |
| -------------------------------------------------------------------------------------------------- | --- | --- | ----------------------------------------------------------------------------------------------- |
| Lockerbie CC                                                                                       | Sundbybergs CK                                                                                          | EC Oberstdorf                                                                                                   | Bemidji CC                                                                                      |
| Skip David Murdoch Third Ewan MacDonald Second Warwick Smith Lead Euan Byers Alternate Peter Smith | Skip Nils Carlsén Third Niklas Edin Second Marcus Hasselborg Lead Emanuel Allberg Alternate Daniel Tenn | Skip Sebastian Stock Third Daniel Herberg Second Markus Messenzehl Lead Patrick Hoffman Alternate Bernhard Mayr | Skip Pete Fenson Third Shawn Rojeski Second Joseph Polo Lead John Shuster Alternate Scott Baird |
| *Den finske skipper Markku Uusipaavalniemi gik glip af de første tre kampe på grund af en håndledsskade, og Kalle Kiiskinen agerede skipper i hans fravær. Uusipaavalniemi vendte tilbage den 3. april, og spillede second i den første kamp og third i resten af turneringen. |

## Resultater

### Round robin
| Dato | Tid          | Kamp                  | Res. |
| ---- | ------------ | --------------------- | ---- |
| 1.4. | Draw 1 09:00 | Australien - Skotland | 8-9  |
| 1.4. | Draw 1 09:00 | Tyskland - Norge      | 5-6  |
| 1.4. | Draw 1 09:00 | Finland - Schweiz     | 3-10 |
| 1.4. | Draw 1 09:00 | Sverige - Canada      | 4-5  |
| 1.4. | Draw 2 16:00 | Schweiz - Tyskland    | 9-4  |
| 1.4. | Draw 2 16:00 | Danmark - Japan       | 6-8  |
| 1.4. | Draw 2 16:00 | USA - Irland          | 6-5  |
| 1.4. | Draw 2 16:00 | Finland - Norge       | 8-7  |

| Dato | Tid          | Kamp                 | Res. |
| ---- | ------------ | -------------------- | ---- |
| 2.4. | Draw 3 09:00 | Canada - Australien  | 8-9  |
| 2.4. | Draw 3 09:00 | Sverige - Skotland   | 7-9  |
| 2.4. | Draw 4 14:00 | Japan - USA          | 4-9  |
| 2.4. | Draw 4 14:00 | Norge - Schweiz      | 6-7  |
| 2.4. | Draw 4 14:00 | Tyskland - Finland   | 7-4  |
| 2.4. | Draw 4 14:00 | Danmark - Irland     | 8-4  |
| 2.4. | Draw 5 19:00 | Skotland - Canada    | 7-5  |
| 2.4. | Draw 5 19:00 | USA - Danmark        | 8-5  |
| 2.4. | Draw 5 19:00 | Irland - Japan       | 9-4  |
| 2.4. | Draw 5 19:00 | Australien - Sverige | 4-10 |

| Dato | Tid          | Kamp                 | Res. |
| ---- | ------------ | -------------------- | ---- |
| 3.4. | Draw 6 09:00 | Sverige - Finland    | 4-6  |
| 3.4. | Draw 6 09:00 | Canada - Tyskland    | 8-3  |
| 3.4. | Draw 6 09:00 | Australien - Schweiz | 7-6  |
| 3.4. | Draw 6 09:00 | Skotland - Norge     | 8-9  |
| 3.4. | Draw 7 14:00 | Tyskland - Irland    | 6-1  |
| 3.4. | Draw 7 14:00 | Finland - Japan      | 3-6  |
| 3.4. | Draw 7 14:00 | Norge - USA          | 8-5  |
| 3.4. | Draw 7 14:00 | Schweiz - Danmark    | 3-9  |
| 3.4. | Draw 8 19:00 | Danmark - Australien | 8-3  |
| 3.4. | Draw 8 19:00 | USA - Skotland       | 6-4  |
| 3.4. | Draw 8 19:00 | Japan - Sverige      | 3-5  |
| 3.4. | Draw 8 19:00 | Irland - Canada      | 7-8  |

| Dato | Tid           | Kamp                 | Res. |
| ---- | ------------- | -------------------- | ---- |
| 4.4. | Draw 9 09:00  | Japan - Skotland     | 3-8  |
| 4.4. | Draw 9 09:00  | Irland - Australien  | 4-10 |
| 4.4. | Draw 9 09:00  | Danmark - Canada     | 6-7  |
| 4.4. | Draw 9 09:00  | USA - Sverige        | 7-4  |
| 4.4. | Draw 10 14:00 | Canada - Norge       | 5-4  |
| 4.4. | Draw 10 14:00 | Sverige - Schweiz    | 9-8  |
| 4.4. | Draw 10 14:00 | Skotland - Tyskland  | 8-1  |
| 4.4. | Draw 10 14:00 | Australien - Finland | 5-9  |
| 4.4. | Draw 11 19:00 | Schweiz - USA        | 3-4  |
| 4.4. | Draw 11 19:00 | Norge - Danmark      | 7-5  |
| 4.4. | Draw 11 19:00 | Finland - Irland     | 9-5  |
| 4.4. | Draw 11 19:00 | Tyskland - Japan     | 9-8  |

| Dato | Tid           | Kamp                  | Res. |
| ---- | ------------- | --------------------- | ---- |
| 5.4. | Draw 12 09:00 | Finland - Danmark     | 12-3 |
| 5.4. | Draw 12 09:00 | Tyskland - USA        | 1-7  |
| 5.4. | Draw 12 09:00 | Schweiz - Japan       | 10-2 |
| 5.4. | Draw 12 09:00 | Norge - Irland        | 10-1 |
| 5.4. | Draw 13 14:00 | Irland - Sverige      | 3-8  |
| 5.4. | Draw 13 14:00 | Japan - Canada        | 4-7  |
| 5.4. | Draw 13 14:00 | USA - Australien      | 4-5  |
| 5.4. | Draw 13 14:00 | Danmark - Skotland    | 3-7  |
| 5.4. | Draw 14 19:00 | Australien - Tyskland | 4-5  |
| 5.4. | Draw 14 19:00 | Skotland - Finland    | 9-6  |
| 5.4. | Draw 14 19:00 | Sverige - Norge       | 8-5  |
| 5.4. | Draw 14 19:00 | Canada - Schweiz      | 9-10 |

| Dato | Tid           | Kamp               | Res. |
| ---- | ------------- | ------------------ | ---- |
| 6.4. | Draw 15 09:00 | Norge - Japan      | 8-5  |
| 6.4. | Draw 15 09:00 | Schweiz - Irland   | 8-2  |
| 6.4. | Draw 15 09:00 | Tyskland - Danmark | 6-7  |
| 6.4. | Draw 15 09:00 | Finland - USA      | 7-5  |
| 6.4. | Draw 16 14:00 | Skotland - Schweiz | 6-2  |
| 6.4. | Draw 16 14:00 | Australien - Norge | 4-5  |
| 6.4. | Draw 16 14:00 | Canada - Finland   | 6-4  |
| 6.4. | Draw 16 14:00 | Sverige - Tyskland | 8-3  |
| 6.4. | Draw 17 19:00 | USA - Canada       | 6-9  |
| 6.4. | Draw 17 19:00 | Danmark - Sverige  | 8-5  |
| 6.4. | Draw 17 19:00 | Irland - Skotland  | 6-7  |
| 6.4. | Draw 17 19:00 | Japan - Australien | 6-7  |

Efter round robin-kampen var stillingen blandt de tolv hold følgende:
| Plac. | Hold       | Sejre | Nederlag |
| ----- | ---------- | ----- | -------- |
| 1.    | Skotland   | 9     | 2        |
| 2.    | Canada     | 8     | 3        |
| 3.    | Norge      | 7     | 4        |
| 4.    | USA        | 7     | 4        |
| 5.    | Finland    | 6     | 5        |
|       | Sverige    | 6     | 5        |
|       | Schweiz    | 6     | 5        |
| 8.    | Danmark    | 5     | 6        |
| 9.    | Australien | 5     | 6        |
| 10.   | Tyskland   | 4     | 7        |
| 11.   | Japan      | 2     | 9        |
| 12.   | Irland     | 1     | 10       |

De to bedste hold, Skotland og Canada, gik videre til playoff 1/2, mens nr. 3 og 4, Norge og USA, gik videre til playoff 3/4.

### Slutspil
Slutspillet om guld-, sølv- og bronzemedaljer blev afviklet som et Page playoff.
|  | Page-kampe | Page-kampe | Page-kampe |   |       | Semifinale | Semifinale | Semifinale |          |   | Finale | Finale | Finale |
|  |            |            |            |   |       |            |            |            |          |   |        |        |        |
|  | 1          | Skotland   | 2          |   |       |            |            |            |          |   |        |        |        |
|  | 2          | Canada     | 8          |   |       |            |            |            |          |   | 2      | Canada | 7      |
|  | 2          | Canada     | 8          |   | 1     | Skotland   | 6          |            |          |   | 2      | Canada | 7      |
|  |            |            |            |   | 1     | Skotland   | 6          | 1          | Skotland | 4 |        |        |        |
|  |            | 3          | Norge      | 4 |       |            |            | 1          | Skotland | 4 |        |        |        |
|  | 3          | 3          | Norge      | 4 | Norge | 8          |            |            |          |   |        |        |        |
|  | 3          |            |            |   | Norge | 8          |            |            |          |   |        |        |        |
|  | 4          | USA        | 5          |   |       |            |            |            |          |   |        |        |        |

| Kamp        | Dato | Hold              | Res. |
| ----------- | ---- | ----------------- | ---- |
| Playoff 1/2 | 7.4. | Skotland - Canada | 2-8  |
| Playoff 3/4 | 7.4. | Norge - USA       | 8-5  |
| Semifinale  | 8.4. | Skotland - Norge  | 6-4  |
| Finale      | 9.4. | Skotland - Canada | 7-4  |